# Notker III.
Notker III., tudi Notker Labeo, Notker Teutonicus ali Notker Nemški. Rojen okoli 950 v Thurgauu; † 28. junija 1022 v Sv. Gallenu (St. Gallen), je bil benediktantski menih in upravnik samostanske šole v Sv. Gallenu. 
Bil je prvi srednjeveški predavatelj, prevajalec in pisec o Aristotelu in poleg Williriama von Ebensberga najpomembnejši prevajalec pred Martinom Luthrom. 

## Življenje
Notker je v visoko staro nemščino prevedel nekatera dela antične in latinske literature, ki so jih v zgodnjem srednjem veku v samostanskih šolah uporabljali pri učnem načrtu. Zato je razvil tudi fonetični pravopis nemškega jezika. 
Avtorji, katera dela je prevajal, so Seneca, Cicero, Boethius in Martianus Capella.
Umrl naj bi za posledicami nalezljive bolezni (nekateri viri kot verjeten vzrok smrti omenjajo kugo), ki naj bi jo v Sv. Gallen prinesli vojaki cesarja Henrika II.